# Norbert Leopold Deml
Norbert Leopold Deml OFM (* 13. Dezember 1909 in Tirpes (Trpík), Kreis Landskron, Bezirk Wildenschwert; † 17. September 1942 in Pretzsch) war ein sudetendeutscher römisch-katholischer Geistlicher, Franziskaner und Kritiker des Nationalsozialismus. Er starb in einem Arbeitslager an Hungertyphus.

## Leben
Deml wuchs als neuntes, jüngstes Kind einer katholischen Familie am Fuße des Adlergebirges auf. Sein Geburtsort Tirpes lag in der Nähe des Franziskanerklosters Mährisch-Trübau. Deml absolvierte das Gymnasium und trat in den Franziskanerorden ein. Am 17. August 1931 legte er die Profess ab, und am 29. Juni 1933 wurde er zum Priester geweiht. Im Franziskanerkloster Eger wirkte er als Kaplan und war insbesondere in der Kinder- und Jugendarbeit und als Religionslehrer tätig. Das Kloster wurde mit vier weiteren Konventen nach der Besetzung des Sudetenlands durch das Deutsche Reich 1939 in einem franziskanischen Kommissariat zusammengefasst, das von der Bayerischen Provinz verwaltet wurde. Oberer (Kommissär) war Pater Petrus Mangold.  
Im Mai 1940 wurde Norbert Leopold Deml wegen „Feindbegünstigung“ drei Wochen inhaftiert und anschließend mit Predigt- und Unterrichtsverbot belegt; er hatte gegenüber Kindern nach dem Beginn des Frankreichfeldzuges die Bemerkung gemacht, der Krieg sei noch nicht gewonnen. Am 25. März 1941 wurde er wegen Abhörens ausländischer Sender von der Gestapo verhaftet, verbrachte vier Monate in Karlsbad im Gefängnis und wurde zu zwei Jahren Zuchthaus mit Ehrverlust verurteilt. Am 27. Oktober 1941 kam er in das Arbeitslager Elberegulierung in Pretzsch (Elbe). Dort starb er im September 1942 an Hungertyphus. Er wurde in Ostrov bei Landskron beerdigt.

## Gedenken
Die deutsche Römisch-katholische Kirche hat Norbert Leopold Deml als Märtyrer aus der Zeit des Nationalsozialismus in das deutsche Martyrologium des 20. Jahrhunderts aufgenommen.